# DDR-Fußball-Bezirksliga 1961/62
Die DDR-Bezirksliga wurde mit der Saison 1961/62 zum 10. Mal ausgetragen und war die höchste Spielklasse eines Bezirks sowie die vierthöchste im Ligasystem auf dem Gebiet des DFV.
Nachdem in den Jahren von 1955 bis 1960 das Spieljahr im Fußball mit dem Kalenderjahr identisch gewesen war, beschlossen die Funktionäre des DFV zum Jahr 1961, den Spielrhythmus wieder auf das alte System (Herbst-Frühjahr) umzustellen. Wegen der längeren Spielzeit bis zum Juni 1962, wurde in allen Ligen übergangsweise eine Dreifachrunde gespielt.
Der Spielbetrieb der 15 Bezirksligen wurde vom jeweiligen Bezirksfachausschuss (BFA) durchgeführt.
In dieser Saison wurden die Bezirksmeister in fünf eingleisigen und zehn zweigleisigen Ligen ermittelt, die direkt in die übergeordnete II. DDR-Liga aufstiegen. Durch die Aufstockung der DDR-Liga zur Folgesaison, wurden vier zusätzliche Aufstiegsplätze in der II. DDR-Liga frei. Diese wurden in einer Qualifikationsrunde von den 15 Vizemeistern der Bezirksligen ermittelt.
Den sofortigen Wiederaufstieg gelang den Betriebssportgemeinschaften (BSG) Einheit Burg, Chemie Schwarzheide und Motor Rudisleben-Ichtershausen.
Die BSG Einheit Burg beendete zum dritten Mal als Sieger ihre Bezirksliga, was der BSG Chemie Schwarzheide und der BSG Motor Rudisleben-Ichtershausen zum zweiten Mal gelang. Alle anderen Bezirksmeister kamen zu ersten Titelehren. Den Zweitvertretungen von der ASG Vorwärts Rostock-Gehlsdorf und dem SC Potsdam sowie die BSG Einheit Reichenbach gelang dies gleich als Aufsteiger bzw. Neuling in der Bezirksliga.

## Bezirksmeister
| Bezirk           | Mannschaft                         |
| ---------------- | ---------------------------------- |
| Rostock          | ASG Vorwärts Rostock-Gehlsdorf II  |
| Schwerin         | ASG Vorwärts Schwerin              |
| Neubrandenburg   | ASK Vorwärts Neubrandenburg II     |
| Potsdam          | SC Potsdam II                      |
| Ost-Berlin       | SG Adlershof                       |
| Frankfurt (Oder) | BSG Stahl Eisenhüttenstadt II      |
| Magdeburg        | BSG Einheit Burg                   |
| Halle            | BSG Motor Köthen                   |
| Leipzig          | BSG Lokomotive Leipzig-Ost         |
| Cottbus          | BSG Chemie Schwarzheide            |
| Dresden          | BSG Lokomotive Zittau              |
| Karl-Marx-Stadt  | BSG Einheit Reichenbach            |
| Erfurt           | BSG Motor Rudisleben-Ichtershausen |
| Gera             | BSG Fortschritt Greiz              |
| Suhl             | BSG Motor Veilsdorf                |

## Qualifikationsrunde zur II. DDR-Liga
Wie in den Vorjahren stiegen aus den 15 Bezirksligen die Bezirksmeister direkt in die II. DDR-Liga auf. Durch die Aufstockung der DDR-Liga zur Folgesaison, wurden vier zusätzliche Aufstiegsplätze in der II. DDR-Liga frei. In vier Staffeln spielten die 15 Vizemeister der Bezirksligen um die freien Plätze, in dem die jeweils Erstplatzierten aufstiegen.

### Staffel A
In der Staffel A spielten die Vizemeister aus den Bezirken Rostock, Schwerin und Neubrandenburg.

Abschlusstabelle
| Pl. | Mannschaft             | Sp. | S | U | N | Tore    | Diff. | Punkte |
| --- | ---------------------- | --- | - | - | - | ------- | ----- | ------ |
| 1.  | ASG Vorwärts Perleberg | 2   | 1 | 1 | 0 | 009:600 | +3    | 03:10  |
| 2.  | BSG Motor Wolgast      | 2   | 1 | 0 | 1 | 009:700 | +2    | 02:20  |
| 3.  | ASG Vorwärts Löcknitz  | 2   | 0 | 1 | 1 | 002:700 | −5    | 01:30  |

Kreuztabelle

Die Kreuztabelle stellt die Ergebnisse aller Spiele dieser Aufstiegsrunde dar. Die Heimmannschaft ist in der linken Spalte aufgelistet und die Gastmannschaft in der obersten Reihe.
| Staffel A 17. Juni 1962 – 1. Juli 1962 | Staffel A 17. Juni 1962 – 1. Juli 1962 | Perleberg | Wolgast | Löcknitz |
| -------------------------------------- | -------------------------------------- | --------- | ------- | -------- |
| 1.                                     | ASG Vorwärts Perleberg                 |           | 7:4     | –        |
| 2.                                     | BSG Motor Wolgast                      | –         |         | 5:0      |
| 3.                                     | ASG Vorwärts Löcknitz                  | 2:2       | –       |          |

### Staffel B
In der Staffel B spielten die Vizemeister aus den Bezirken Potsdam, Berlin, Frankfurt (Oder) und Magdeburg.

Abschlusstabelle
| Pl. | Mannschaft              | Sp. | S | U | N | Tore    | Diff. | Punkte |
| --- | ----------------------- | --- | - | - | - | ------- | ----- | ------ |
| 1.  | BSG Stahl Hennigsdorf   | 3   | 2 | 1 | 0 | 010:400 | +6    | 05:10  |
| 2.  | TSC Oberschöneweide II  | 3   | 1 | 1 | 1 | 013:400 | +9    | 03:30  |
| 3.  | BSG Chemie Schönebeck   | 3   | 1 | 1 | 1 | 004:700 | −3    | 03:30  |
| 4.  | BSG Chemie Fürstenwalde | 3   | 0 | 1 | 2 | 002:140 | −12   | 01:50  |

Kreuztabelle

Die Kreuztabelle stellt die Ergebnisse aller Spiele dieser Aufstiegsrunde dar. Die Heimmannschaft ist in der linken Spalte aufgelistet und die Gastmannschaft in der obersten Reihe.
| Staffel B 17. Juni 1962 – 1. Juli 1962 | Staffel B 17. Juni 1962 – 1. Juli 1962 | Hennigsdorf | Oberschöneweide | Schönebeck | Fürstenwalde |
| -------------------------------------- | -------------------------------------- | ----------- | --------------- | ---------- | ------------ |
| 1.                                     | BSG Stahl Hennigsdorf                  |             | 00.3:3 (1)      | 5:1        | –            |
| 2.                                     | TSC Oberschöneweide II                 | –           |                 | –          | 10:00        |
| 3.                                     | BSG Chemie Schönebeck                  | –           | 1:0             |            | 00.2:2 (2)   |
| 4.                                     | BSG Chemie Fürstenwalde                | 0:2         | –               | –          |              |

### Staffel C
In der Staffel C spielten die Vizemeister aus den Bezirken Leipzig, Cottbus, Dresden und Karl-Marx-Stadt.

Abschlusstabelle
| Pl. | Mannschaft              | Sp. | S | U | N | Tore    | Diff. | Punkte |
| --- | ----------------------- | --- | - | - | - | ------- | ----- | ------ |
| 1.  | BSG Stahl Lippendorf    | 3   | 3 | 0 | 0 | 011:400 | +7    | 06:0   |
| 2.  | ASK Vorwärts Cottbus II | 3   | 2 | 0 | 1 | 006:400 | +2    | 04:20  |
| 3.  | BSG Motor Zschopau      | 3   | 1 | 0 | 2 | 005:900 | −4    | 02:40  |
| 4.  | BSG Aufbau Meißen       | 3   | 0 | 0 | 3 | 005:100 | −5    | 0:60   |

Kreuztabelle

Die Kreuztabelle stellt die Ergebnisse aller Spiele dieser Aufstiegsrunde dar. Die Heimmannschaft ist in der linken Spalte aufgelistet und die Gastmannschaft in der obersten Reihe.
| Staffel C 17. Juni 1962 – 1. Juli 1962 | Staffel C 17. Juni 1962 – 1. Juli 1962 | Lippendorf | Cottbus | Zschopau   | Meißen |
| -------------------------------------- | -------------------------------------- | ---------- | ------- | ---------- | ------ |
| 1.                                     | BSG Stahl Lippendorf                   |            | –       | 4:1        | –      |
| 2.                                     | ASK Vorwärts Cottbus II                | 00.1:2 (3) |         | –          | 2:1    |
| 3.                                     | BSG Motor Zschopau                     | –          | 1:3     |            | –      |
| 4.                                     | BSG Aufbau Meißen                      | 2:5        | –       | 00.2:3 (4) |        |

### Staffel D
In der Staffel D spielten die Vizemeister aus den Bezirken Halle, Erfurt, Gera und Suhl.

Abschlusstabelle
| Pl. | Mannschaft             | Sp. | S | U | N | Tore    | Diff. | Punkte |
| --- | ---------------------- | --- | - | - | - | ------- | ----- | ------ |
| 1.  | BSG Motor Zeiss Jena   | 3   | 3 | 0 | 0 | 013:200 | +11   | 06:0   |
| 2.  | BSG Lokomotive Halle   | 3   | 2 | 0 | 1 | 007:500 | +2    | 04:20  |
| 3.  | BSG Aktivist Sollstedt | 3   | 1 | 0 | 2 | 005:110 | −6    | 02:40  |
| 4.  | BSG Motor Breitungen   | 3   | 0 | 0 | 3 | 004:110 | −7    | 0:60   |

Kreuztabelle

Die Kreuztabelle stellt die Ergebnisse aller Spiele dieser Aufstiegsrunde dar. Die Heimmannschaft ist in der linken Spalte aufgelistet und die Gastmannschaft in der obersten Reihe.
| Staffel D 16. Juni 1962 – 1. Juli 1962 | Staffel D 16. Juni 1962 – 1. Juli 1962 | Jena | Halle | Sollstedt  | Breitungen |
| -------------------------------------- | -------------------------------------- | ---- | ----- | ---------- | ---------- |
| 1.                                     | BSG Motor Zeiss Jena                   |      | 4:1   | 00.6:0 (5) | –          |
| 2.                                     | BSG Lokomotive Halle                   | –    |       | 2:1        | 00.4:0 (6) |
| 3.                                     | BSG Aktivist Sollstedt                 | –    | –     |            | 4:3        |
| 4.                                     | BSG Motor Breitungen                   | 1:3  | –     | –          |            |